# Ixia campanulata
Ixia campanulata är en irisväxtart som beskrevs av Maarten Willem Houttuyn. Ixia campanulata ingår i släktet Ixia och familjen irisväxter. Inga underarter finns listade i Catalogue of Life.